# Tricyphona ussurica
Tricyphona ussurica är en tvåvingeart som först beskrevs av Alexander 1934.  Tricyphona ussurica ingår i släktet Tricyphona och familjen hårögonharkrankar. Inga underarter finns listade i Catalogue of Life.